# 飯盛峠
飯盛峠（いいもりとうげ）は、埼玉県飯能市と比企郡ときがわ町にまたがる峠である。

## 概要
- 当峠は、秩父山地東端に位置し、標高770m地点にある。
- 当峠にはエフエムナックファイブの送信所が置かれている。詳細は、下記に記述する。

## FMラジオ放送送信施設
各局の放送設備（送信機）の概要は以下の通りである。
| 周波数 （MHz） | 放送局名                         | コールサイン | 空中線電力 | 実効輻射電力 | 放送対象地域 | 放送区域内世帯数 |
| -------------- | -------------------------------- | ------------ | ---------- | ------------ | ------------ | ---------------- |
| 79.5           | エフエムナックファイブ （NACK5） | JODV-FM      | 音声5kW    | 音声37kW     | 埼玉県       | 約-万世帯        |

現在はエフエムナックファイブ（NACK5）のみ使用している。

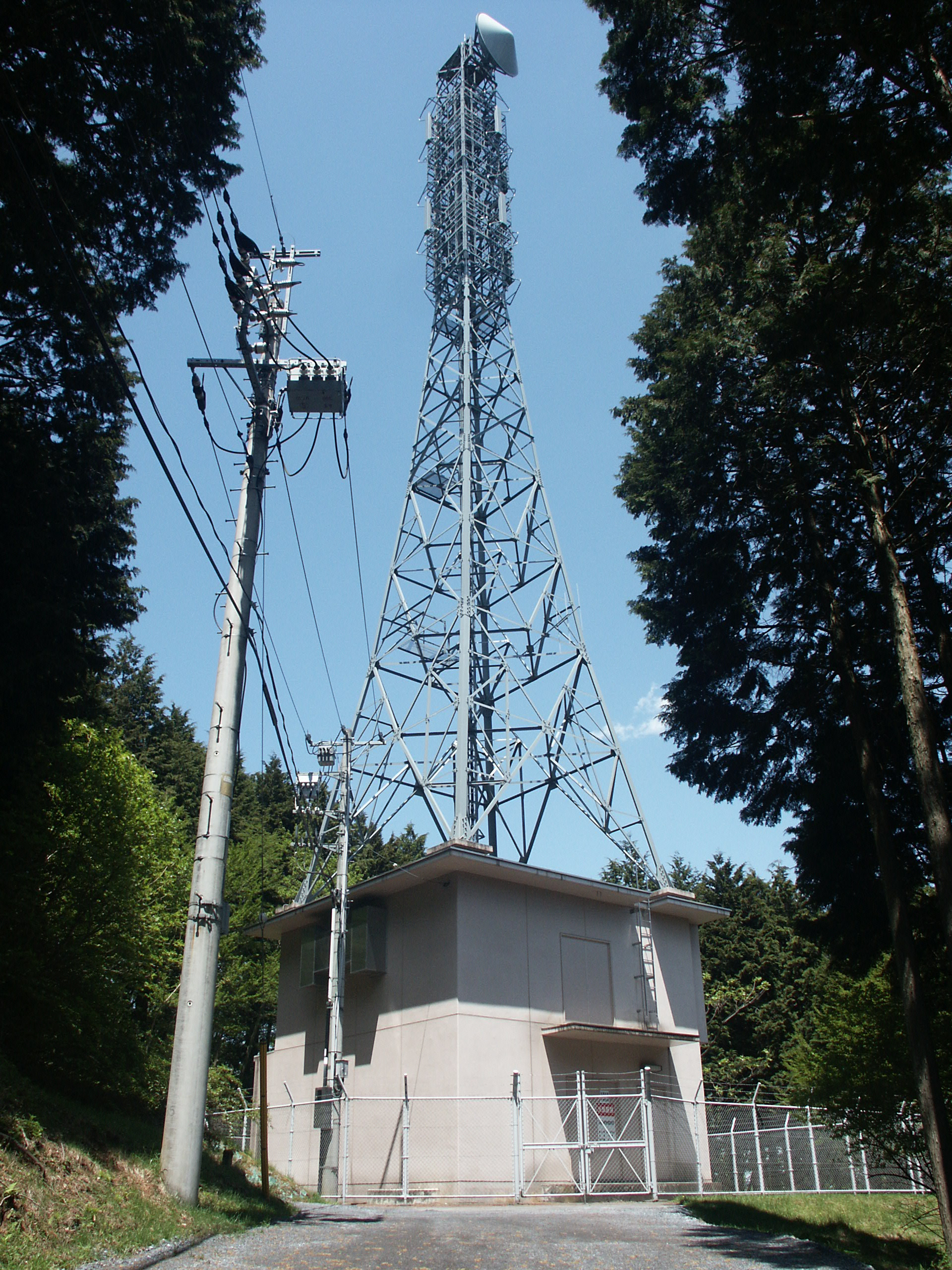
ナックファイブの送信所

以前は平野原送信所（埼玉県浦和市道場）から放送していた。しかし、埼玉県北部地域から群馬県東部にかけて、東京電力（現・東京電力パワーグリッド）が設置した超高圧送電線による電波障害（音声に比例してジャリジャリという電気的雑音が入る）の為、開局当初から受信環境の悪かった埼玉県北部の環境改善、および新中継局を設置するために、必要な周波数が不足していたことを理由に、1998年（平成10年）6月に移転した。
送信所移転により、送信所の標高が高くなったことで可聴エリアが広がり、埼玉県内はもとより、ほぼ関東平野一円で、良好に受信できるようになったという。ビデオリサーチの聴取率調査の首都圏対象地域も可聴エリアに入ったことから調査の対象になった。なお平野原送信所は、送信所移転後も不定期に、放送終了後の減力放送（4kW）による試験放送など、予備送信所として使用していたが、2014年8月現在は廃止されている。